# Encombrement stérique
 (février 2024).
Si vous disposez d'ouvrages ou d'articles de référence ou si vous connaissez des sites web de qualité traitant du thème abordé ici, merci de compléter l'article en donnant les références utiles à sa vérifiabilité et en les liant à la section « Notes et références ».
L'encombrement stérique est la gêne provoquée par la disposition et le volume d'une partie d'une molécule lors de l'approche d'un réactif ou d'une autre partie de la molécule. Les groupes d'atomes occupent un certain volume et lorsque deux groupes s'entrechoquent, ils se repoussent (principe de Pauli). Ainsi la forme de la molécule peut empêcher un réactif d'accéder à des groupes fonctionnels affectés par cet encombrement stérique. Dans d'autres cas, l'encombrement stérique n'est pas suffisant pour empêcher la réaction mais peut la ralentir ou modifier l'orientation de l'approche.
Si un encombrement stérique trop important peut être un obstacle, il peut également être utilisé pour empêcher des réactions parasites. Par exemple, on utilise souvent des amines comme base, mais celles-ci étant de très bons nucléophiles, cela peut provoquer des réactions non souhaitées. Une amine encombrée ou base non nucléophile est beaucoup moins nucléophile tout en restant basique. Ceci est dû, notamment, au fait que le proton H+ est le plus petit acide et il est donc beaucoup moins sensible à l'encombrement stérique de la base et pourra réagir avec elle. Une base très employée est la 2,6-di-tert-butylpyridine. On l'utilise donc quand on veut réguler le pH sans qu'une autre réaction ait lieu.La vidéo ci-contre donne une idée de l'encombrement très important généré par les groupes tert-butyle dans l'environnement immédiat de l'atome d'azote.